# Lasaros
Lasaros (grekiska Λάζαρος, Lazaros) eller Lasarus (latin Lazarus) omnämns i Johannesevangeliet 11–12, där Jesus uppväcker honom från de döda. Lasaros sägs komma från Betania och vara bror till Maria och Marta. När Lasaros introduceras i berättelsen är han sjuk och Jesus, som sägs vara mycket fäst vid syskonen (Joh. 11:5), reser till Lasaros som då redan avlidit och varit död i fyra dagar. Lasaros ligger begravd i en klipphåla och Jesus befaller att stenen framför gravöppningen ska tas bort. Därefter ropar Jesus på Lasaros, som kommer ut ur graven (Joh. 11:38–44).
I Hemliga Markusevangeliet uppväcker Jesus en yngling från de döda. Omständigheterna vad gäller platsen, personerna och tillvägagångssättet liknar mycket dem som förekommer i berättelsen om Lasaros i Joh. 11:1–44. Detta har lett till antagandet att den yngling Jesus sägs uppväcka från de döda i Hemliga Markusevangeliet är Lasaros och berättelsen ses som en parallell till den i Johannesevangeliet.
Enligt legenden skall denne Lasaros senare ha utsetts till biskop av Kition på Cypern. Hans helgondag infaller den 29 juli.
I konsten framställs ofta Lasaros i en liten nisch eller ett gravkapell, en aedicula.
Romersk-katolska kyrkan vördar Lasaros som helgon.